# Władysław Czermiński

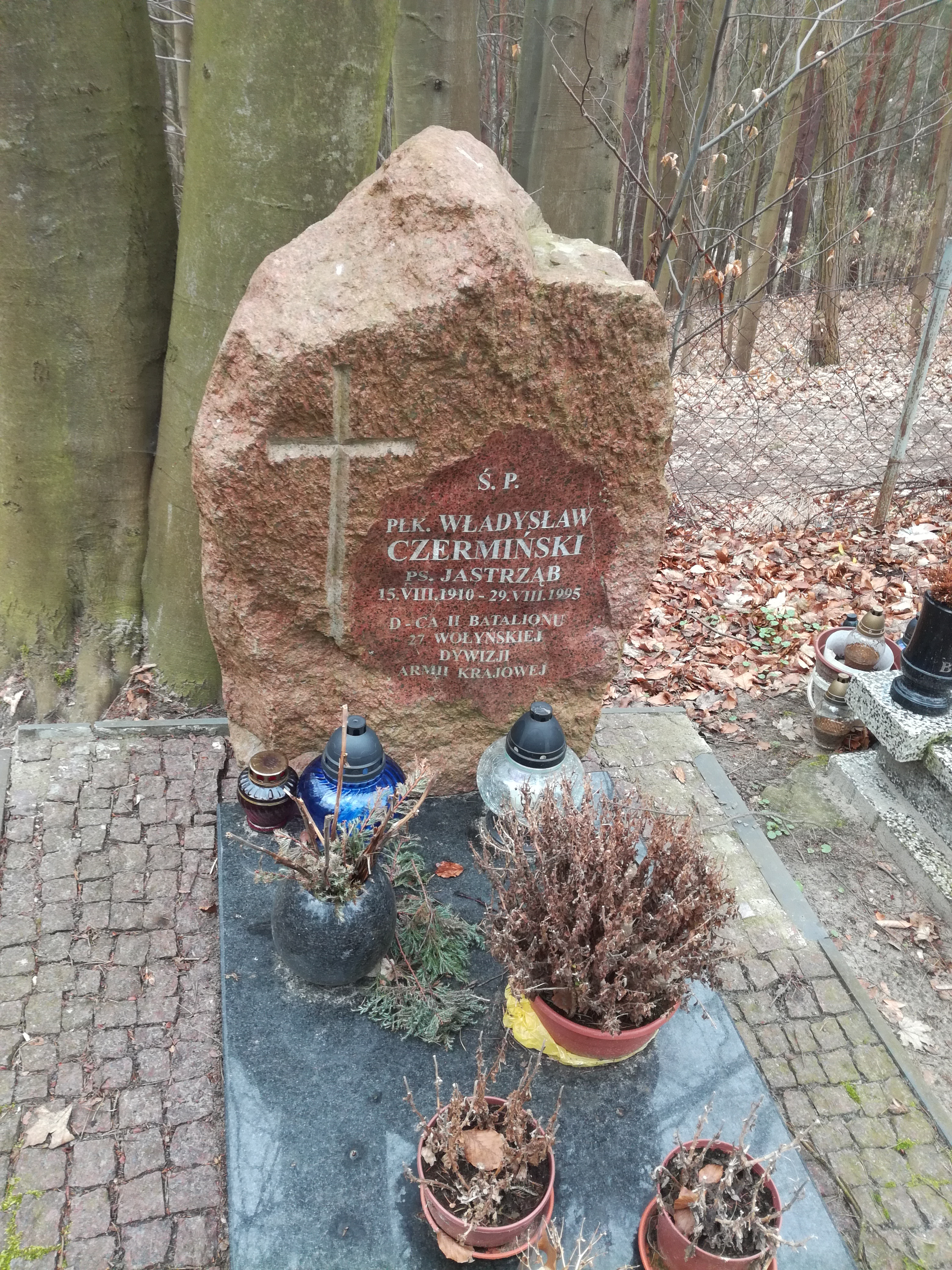
Grób Władysława Czermińskiego na Cmentarzu Srebrzysko w Gdańsku

Władysław Czermiński ps. „Jastrząb” (ur. 15 sierpnia 1910 w Jeżewie, zm. 31 sierpnia 1995) – oficer rezerwy Wojska Polskiego, porucznik Armii Krajowej, dowódca oddziału partyzanckiego na Wołyniu, z zawodu nauczyciel.

## Przed II wojną światową
Ukończył seminarium nauczycielskie w 1929 r. w Wymyślinie. W 1932 r. ukończył Szkołę Podchorążych Piechoty w Krakowie. Na Wołyń przeniósł się 1932 r. Przed wojną uczył w szkole im. Ignacego Mościckiego w Kowlu, później był kierownikiem szkoły w Podryżach.

## W konspiracji
W 1941 r. wstąpił do konspiracji ZWZ-AK. W Budach Ossowskich przeżył atak UPA. Po napadzie przeniósł się do Kowla, pozostając w dyspozycji dowódcy Inspektoratu Rejonowego AK. Jego zadaniem było organizowanie konspiracji w obwodzie Kowel-Teren. Zrezygnował z tej działalności z powodu trudności w poruszaniu się po terenach opanowanych przez nacjonalistów ukraińskich. Skierowany 16 lipca 1943 r. do Zasmyk organizował tam samoobronę oraz oddział partyzancki, który osiągnął liczebność około 150 żołnierzy. Kierowana przez niego baza samoobrony zyskała nazwę Rzeczypospolitej Zasmyckiej.

## W obronie ludności polskiej
Jedną z pierwszych akcji bojowych oddziału por. „Jastrzębia” był uprzedzający atak na dwie sotnie UPA przygotowujące się do zaatakowania Zasmyk. 31 sierpnia 1943 r. rano, korzystając z zaskoczenia, rozproszono przeciwnika kwaterującego w miejscowości Gruszówka zadając mu straty w wysokości kilkunastu zabitych. Oddział „Jastrzębia” stracił 1 zabitego i 2 rannych.
W następnych miesiącach oddział dokonywał ewakuacji Polaków do bazy w Zasmykach i brał udział w walkach z UPA w obronie ludności polskiej.
Na początku października 1943 r. urządził demonstracyjny przemarsz przez tereny opanowane przez nacjonalistów ukraińskich. 5 października 1943 r. wspólnie z oddziałem AK Kazimierza Filipowicza – „Korda” dokonał odwetowego ataku na ukraińskie wsie Połapy i Sokół, których mieszkańcy uczestniczyli w rzeziach polskich miejscowości w powiecie lubomelskim.
W listopadzie 1943 r. bronił czeskiego Kupiczowa, zaatakowanego przez UPA.

## W akcji „Burza”
Na początku 1944 r. por. Władysław Czermiński został dowódcą batalionu należącego do zgrupowania pułkowego „Gromada” 27 Wołyńskiej Dywizji Piechoty AK (II/50 pp). Batalion powstał na bazie oddziału „Jastrzębia”, uzupełniony kompanią policjantów z Maciejowa, którzy przeszli do AK.
Uczestniczył w walkach z Niemcami w ramach akcji „Burza” na Wołyniu. Batalion pod jego dowództwem wyróżnił się m.in. 16 kwietnia 1944 r. brawurowym atakiem „na bagnety” na nacierającą piechotę niemiecką i węgierską wspieraną przez czołgi, co pozwoliło w krytycznej sytuacji dywizji (okrążenie) odzyskać utracone pozycje.
21 kwietnia 1944 batalion „Jastrzębia” podczas przebijania się dywizji z okrążenia uległ podzieleniu. Około 200 ludzi wraz z por. Czermińskim pozostało w kotle. Tam, zbierając żołnierzy rozproszonych z innych batalionów, oddział urósł do liczebności ok. 420 ludzi. Przez dwa miesiące skutecznie uchodził niemieckim obławom. Zdaniem żołnierzy oddziału stało się tak dzięki talentom dowódczym por. „Jastrzębia”. Na przykład podczas jednej z obław rozwinął oddział w tyralierę i poruszał się za pierwszą linią Niemców, pozorując udział w obławie, co pozwoliło ujść z zagrożonego terenu.
23 czerwca 1944 r. oddział opuścił Wołyń przeprawiając się przez Bug i wziął udział w „Burzy” na Lubelszczyźnie.

## Po wojnie
Po zakończeniu II wojny światowej w obawie przed represjami komunistycznymi wyemigrował do Stanów Zjednoczonych.
Pochowany na Cmentarzu Srebrzysko w Gdańsku (rejon VIII, kwatera VII skarpa, rząd 1, grób 5).

## Upamiętnienie
W Gdańsku znajduje się ulica Władysława Czermińskiego.